# Pfarrkirche Niederranna

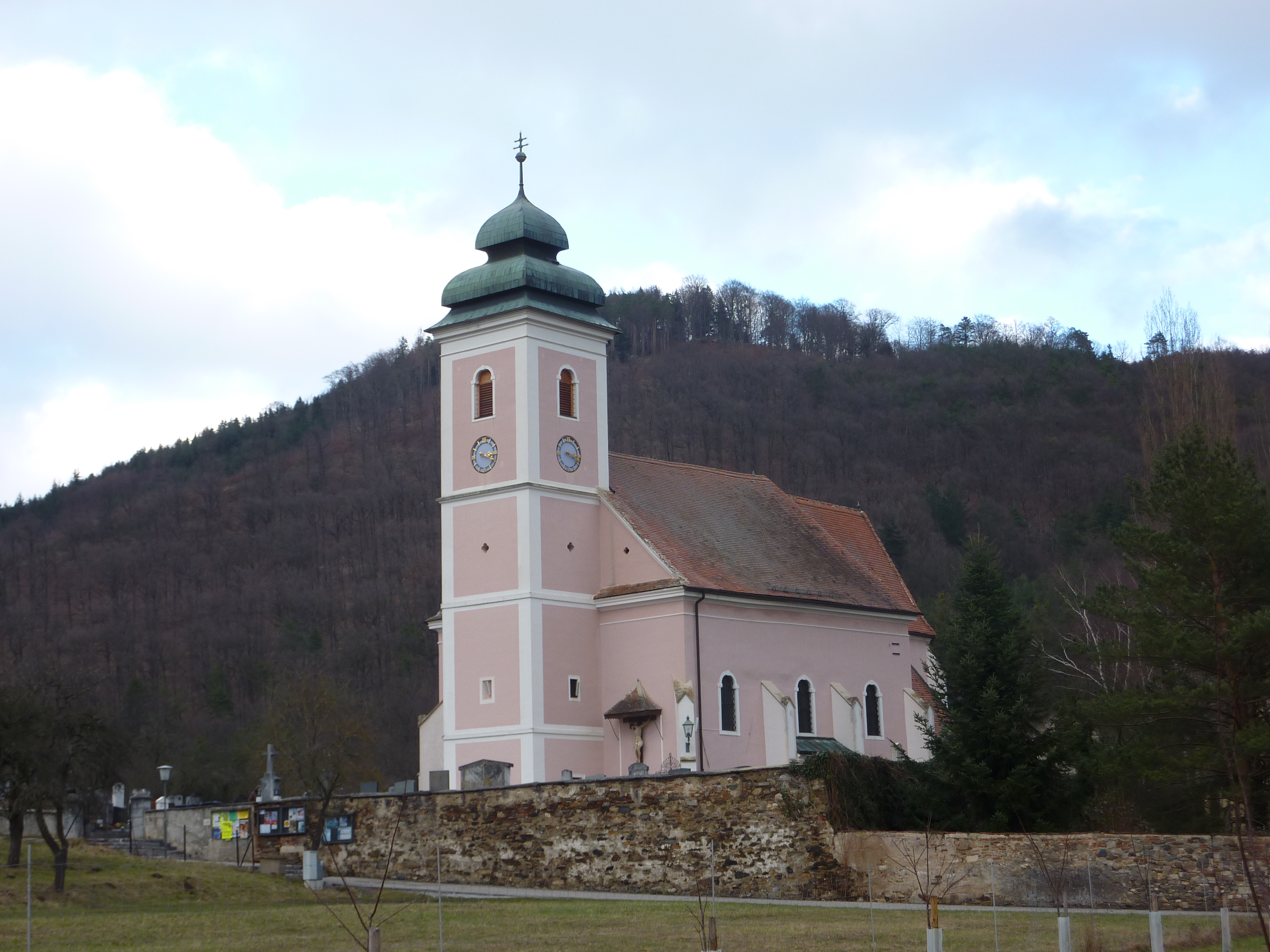
Katholische Pfarrkirche hl. Margaretha in Niederranna

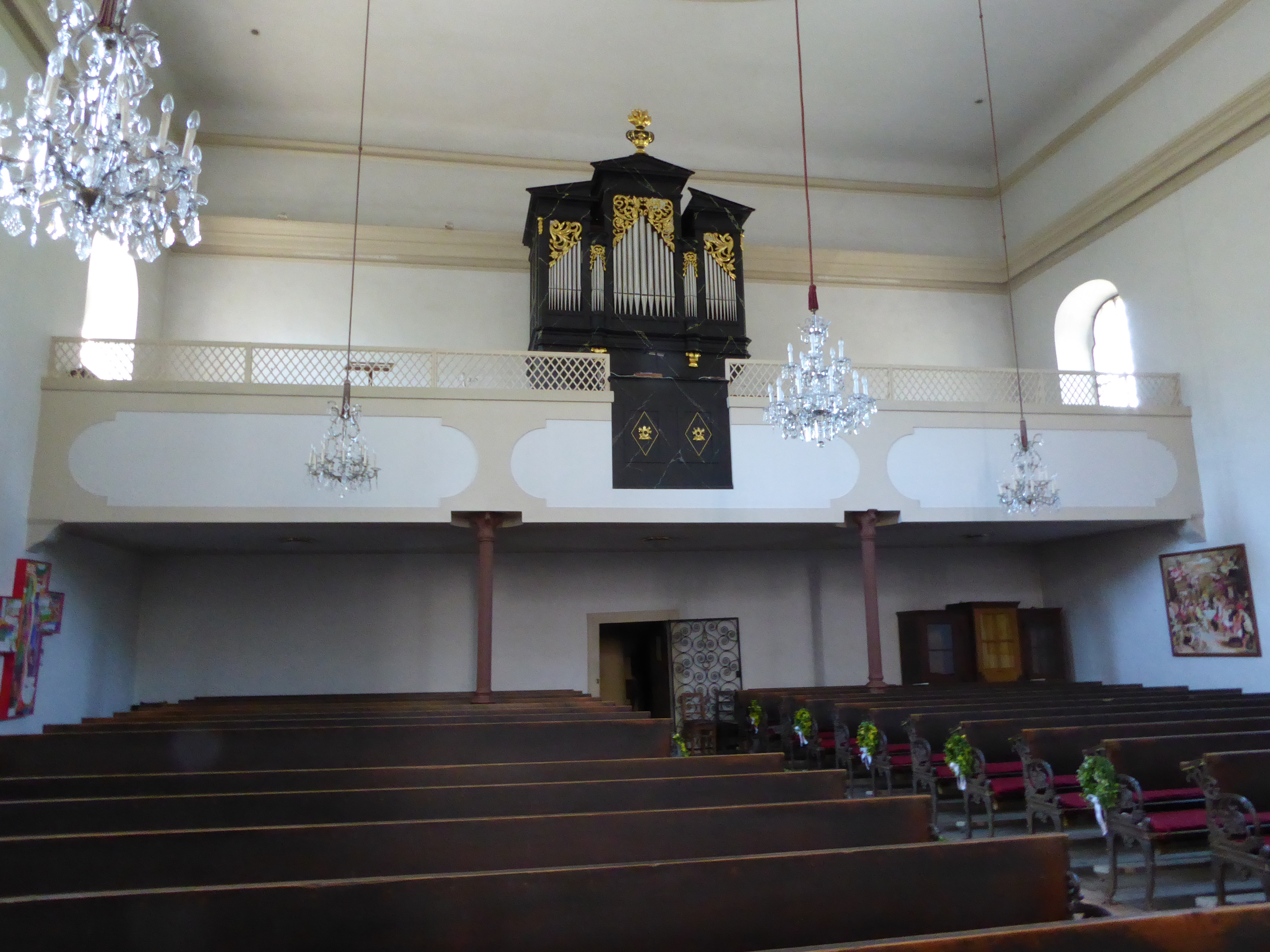
Langhaus zur Orgelempore

Die Pfarrkirche Niederranna steht über dem Ort Niederranna in der Marktgemeinde Mühldorf im Bezirk Krems-Land in Niederösterreich. Die der heiligen Margareta von Antiochia geweihte römisch-katholische Pfarrkirche gehört zum Dekanat Spitz in der Diözese St. Pölten. Die Kirche steht unter Denkmalschutz (Listeneintrag).

## Geschichte
Urkundlich wohl erstmals im Jahre 865 genannt. 1162 ging die Kirche als Filiale von St. Michael an das Stift Sankt Florian und wurde vermutlich 1228 ein Vikariat. 1321 wurde ein Pfarrer genannt. Im Jahr 1852 wurde eine Renovierung vorgenommen.

## Architektur
Die Kirche ist von einem Friedhof und einer teils mittelalterlichen Umfassungsmauer umgeben und steht in Beziehung zur im Nordosten hoch gelegenen Burg Oberranna.
Kirchenäußeres
Das im Kern spätmittelalterliche Langhaus wurde von 1757 bis 1762 erhöht. Das Langhaus mit Rundbogenfenstern hat ein spätgotisches umlaufendes Sockelgesims und Strebepfeiler. Der vorgestellte massive im Kern gotische viergeschoßige Westturm trägt einen Glockenhelm. Der spätgotische eingezogene Chor um 1500 mit einem Dreiachtelschluss hat zweifach abgetreppte Strebepfeiler und zweibahnige Spitzbogenfenster mit Maßwerk in Dreipass-, Vierpass- und Fischblasenformen und südlich ein erneuertes dreibahniges Maßwerkfenster. In den Chorwinkeln sind beidseits spätgotische Anbauten.
Kircheninneres
Das ursprünglich wohl dreischiffige Langhaus zeigt sich nach einem Umbau im dritten Viertel des 18. Jahrhunderts als annähernd quadratischer Saalraum. Die westliche Orgelempore aus 1852 steht auf Gusseisenstützen. Der spitzbogige Triumphbogen ist eingezogen. Der dreijochige Chor hat ein Netzrippengewölbe auf Diensten mit wappenschildförmigen Schlusssteinen. Die beidseitigen Portale im Chor zu den Anbauten haben einen Schulterbogen, das nördliche Portal ist erneuert, das südliche Portal zur Sakristei hat eine Eisenplattentür. Die zweijochige Sakristei hat ein spätgotisches Kreuzrippengewölbe. Der nördliche zweijochige Kapellenanbau aus dem Ende des 14. Jahrhunderts hat ein Kreuzrippengewölbe auf Kelchkonsolen und reliefierte Schlusssteine Christus und Rosette, die Kapelle ist zum Langhaus mit einer Spitzbogenarkade geöffnet.
Reste von Wandmalereien im Polygon des Chores aus dem Anfang des 16. Jahrhunderts zeigen die Anbetung der Könige und zwei Wappen.

## Ausstattung
Der Hochaltar von 1784 ist ein Doppelsäulenretabel mit kartuschenförmigen Auszug und Opfergangsportalen mit Akanthusblattdekor und Putten und im Auszug mit einer Strahlenglorie. Das Altarbild der hl. Margaretha malte Franz Xaver Gürtler 1775.
Einige Ölbilder stammen von Martin Johann Schmidt, nämlich die Taufe Christi und die Darstellung der Rückkehr des verlorenen Sohnes, beide aus dem Jahr 1793.
Die jetzige Orgel baute Andreas Stöger 1852 und ersetzte die alte Orgel aus dem Jahr 1676, die Hanns Michael Rechmann aus Krems geschaffen hatte. Im Jahr 2007 wurde die Stöger-Orgel von Pemmer Orgelbau renoviert.
Eine Glocke stammt aus dem 14. Jahrhundert, eine weitere aus dem Jahr 1590 nennt Hans Lang als Glockengießer.

## Grabsteine
Außen
- Inschriftplatten aus dem 19. Jahrhundert; Georg Chuzenberg mit Chronogramm aus dem 16. Jahrhundert.